# 马明 (1937年)
马明（1937年12月—2012年12月23日），男，山西天镇人，中华人民共和国政治人物。

## 生平
1973年8月，任宣化钢铁公司革委会副主任。1977年6月，任冶金工业部副部长。1988年4月，任冶金思想政治工作研究会常务副会长。是中共第十届、十一届、十二届中央候补委员。2012年12月23日在北京逝世，享年76岁。